# 윈체스터 대성당

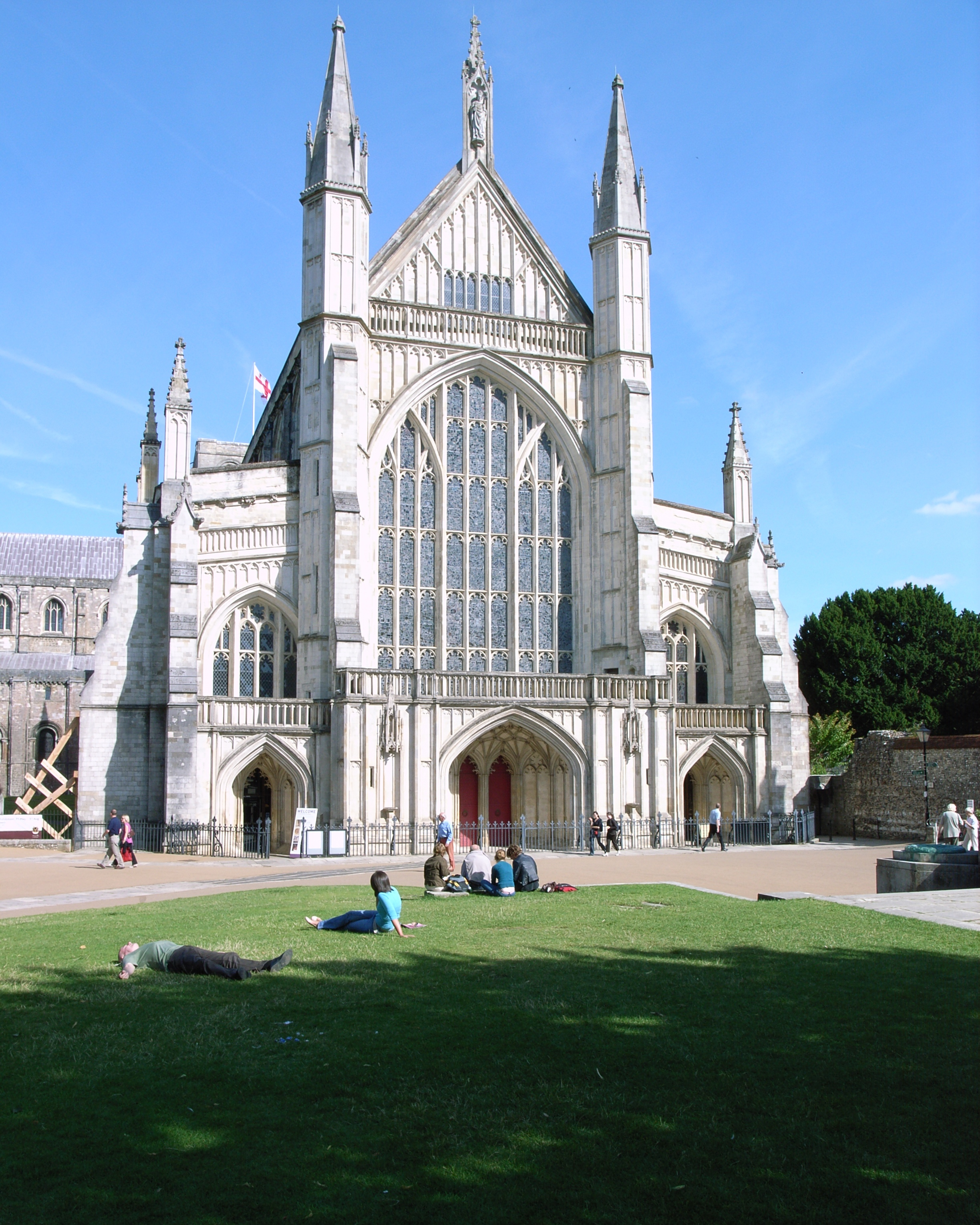
윈체스터 대성당

윈체스터 대성당(Winchester Cathedral)은 영국 햄프셔주 윈체스터에 있는 영국 성공회의 대성당이다. 성당의 정식 명칭은 성 삼위일체, 성 베드로, 성 바울로와 성 스위틴의 주교좌 대성당이다. 영국의 고딕 건축 양식 대성당 가운데 규모가 큰 대성당 가운데 하나이다. 성공회 윈체스터 교구를 대표하는 윈체스터 주교좌가 이 성당에 놓여져 있다.

## 같이 보기
- 로마네스크 건축